# Torneo de las Cinco Naciones 1999
El Torneo de las Cinco Naciones de 1999 fue la 105° edición del principal torneo del hemisferio norte de rugby y la última edición del Torneo de las Cinco Naciones como tal.
Esta edición del torneo fue ganada por Escocia. Fue notable por el dramático clímax del torneo, que se decidió en los últimos minutos del partido final. Inglaterra era gran favorita para vencer a Gales y reclamar tanto el título del torneo como el Grand Slam. Con Inglaterra liderando el partido por seis puntos cuando el partido entró en tiempo de descuento, el pívot de Gales Scott Gibbs evadió una serie de tacleadas para anotar un try desde aproximadamente 20 metros. Neil Jenkins convirtió con éxito para conseguir la victoria de Gales por solo un punto y entregarle el campeonato a Escocia en uno de los partidos más memorables de la historia del torneo. Escocia había dado su notable sorpresa el día anterior, anotando cinco tries en la primera mitad para vencer a Francia en París por segunda vez en treinta años.

## Clasificación
| Lugar | Selección  | Partidos | Partidos | Partidos  | Partidos | Puntos  | Puntos    | Puntos | Puntos  | Tabla de puntos |
| Lugar | Selección  | Jugados  | Ganados  | Empatados | Perdidos | A favor | En contra | dif.   | ensayos | Tabla de puntos |
| ----- | ---------- | -------- | -------- | --------- | -------- | ------- | --------- | ------ | ------- | --------------- |
| 1     | Escocia    | 4        | 3        | 0         | 1        | 120     | 79        | +41    | 16      | 6               |
| 2     | Inglaterra | 4        | 3        | 0         | 1        | 103     | 78        | +25    | 8       | 6               |
| 3     | Gales      | 4        | 2        | 0         | 2        | 109     | 126       | −17    | 9       | 4               |
| 4     | Irlanda    | 4        | 1        | 0         | 3        | 66      | 90        | −24    | 3       | 2               |
| 5     | Francia    | 4        | 1        | 0         | 3        | 75      | 100       | -25    | 9       | 2               |

## Resultados

### Primera fecha
| 6 de febrero | Irlanda | 9 - 10 | Francia | Lansdowne Road, Dublín |  |

| 6 de febrero | Escocia | 33 - 20 | Gales | Estadio Murrayfield, Edimburgo |  |

### Segunda fecha
| 20 de febrero | Inglaterra | 24 - 21 | Escocia | Twickenham Stadium, Londres |  |

| 20 de febrero | Gales | 23 - 29 | Irlanda | Wembley Stadium, Londres |  |

### Tercera fecha
| 6 de marzo | Francia | 33 - 34 | Gales | Stade de France, París |  |

| 6 de marzo | Irlanda | 15 - 27 | Inglaterra | Lansdowne Road, Dublín |  |

### Cuarta fecha
| 20 de marzo | Inglaterra | 21 - 10 | Francia | Twickenham Stadium, Londres |  |

| 20 de marzo | Escocia | 30 - 13 | Irlanda | Estadio Murrayfield, Edimburgo |  |

### Quinta fecha
| 10 de abril | Francia | 22 - 36 | Escocia | Stade de France, París |  |

| 10 de abril | Gales | 32 - 31 | Inglaterra | Wembley Stadium, Londres |  |

## Premios especiales
- Copa Calcuta:  Inglaterra
- Millennium Trophy:  Inglaterra
- Centenary Quaich:  Escocia